# Agni-V
Agni-V je interkontinentalni balistički projektil razvijen u Indiji.

## Razvoj
Pod vodstvom vodećeg indijskog znanstvenika za razvoj obrambenog oružja, dr. M. Natrajana, indijska organizacija DRDO (eng. Defence Research and Development Organisation) koja se bavi istraživanjem i razvojem obrambenog oružja, počela je raditi na projektilu Agni-V. Riječ je o nadograđenoj inačici projektila Agni-III. Interkontinentalni projektil ima domet između 5000-6000 km a njegovo testno lansiranje prvi put je najavljivano krajem 2010. godine, no projektil je lansiran godinu i pol dana kasnije.

## Opis
Agni-V je projektil koji se sastoji od tri razine. Pokreće ga kompozitni motor koji je smješten na trećoj razini. Dvije od tih tri razina bit će izrađene od kompozitnih materijala. Agni-V moći će nositi više bojnih glava te će biti opremljen protumjerama od anti-balističkih raketnih sustava.
Projektil je već dizajniran te se 2010. očekuje prvo testiranje projektila. 60% projektila bit će slično prethodniku Agni-III. Novi projektil koristit će napredne tehnologije poput prstenastog laserskog žiroskopa i brzinomjer.
Agni-V će u indijskom vojnom arsenalu postati prvi projektil koji će se montirati na cestovna vozila te se lansirati s njih. S druge strane, projektil Agni-III nije dizajniran za montažu na vozilo te zbog toga dolazi do poteškoća prilikom njegovog premještanja iz jednog mjesta na drugo.
Pri nekim drugim predviđanjima, smatra se da će prvo testiranje Agni-V biti početkom 2011. te će se na njemu primijeniti sve prednosti s Agni-III.
Agni-III je dvorazinska raketa, dok se Agni-V sastoji od tri razine, kako bi se reducirala težina. Također, Agni-V ima domet koji je za 1500 km veći od Agni-III (3500 km).
Avinash Chanel, direktor ASL-a, izjavio je: "Agni-5 je specijalno prilagođen za cestovnu mobilnost. Razvili smo takav oblik gradnje, te će u budućnosti svi kopneni strateški projektili u Indiji biti proizvedeni za cestovni prijevoz."
Kućište projektila izrađeno je od čelika te je hermetički zatvoreno čime bi se projektil mogao skladištiti više godina, prije same uporabe. Kućište mora apsorbirati jake "stresove", jer ispaljivanje 50-tonskog projektila stvara potisak od 300 do 400 tona.
Dr. Saraswat je u veljači 2010. komentirajući projektil, izjavio za Reuters: "Možete smanjiti nosivost projektila i time povećati domet Agni-V".
Agni-V se može sastojati od 3 - 10 odvojenih nuklearnih bojnih glava. Svaka bojna glava može imati dodijeljen drugi cilj, a glave se odvajaju nakon stotinu kilometara. Postoji i alternativna mogućnost da dvije ili više glava imaju dodijeljen isti cilj.

## Testiranje
Indijski ministar obrane, A. K. Antony u kolovozu 2010. godine izjavio je da je projektil spreman za testiranje. Organizacija DRFO je dovršila 90% radova na projektilu te su u završnoj fazi provjere. Agni-V prvi put je uspješno testiran 19. travnja 2012. godine čime se Indija priključila elitnoj skupini od pet zemalja (Rusija, SAD, UK, Francuska, Kina) koje su razvile interkontinentalne balističke projektile.